# Empresa matriz

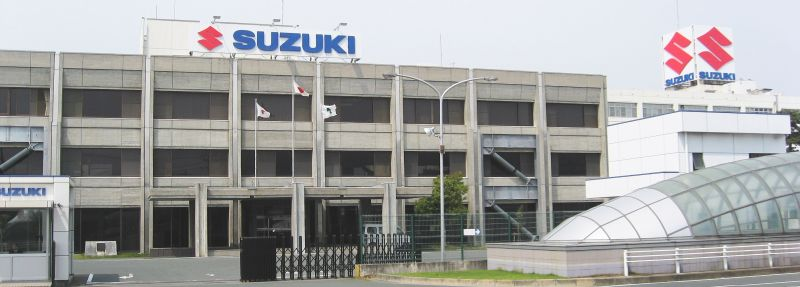
Matriz de la empresa automotriz de Suzuki.

Una empresa matriz, también llamada sociedad matriz o casa matriz, es una empresa que tiene una o más empresas dependientes o filiales, es decir, que posee al menos el 50 % del capital de otras sociedades. Todas estas empresas es lo que se conoce como un grupo de empresas. La empresa matriz por lo general proporciona gestión, administración y control a través de una o más personas, directores o gerentes, que ha designado la directiva de la empresa matriz. 

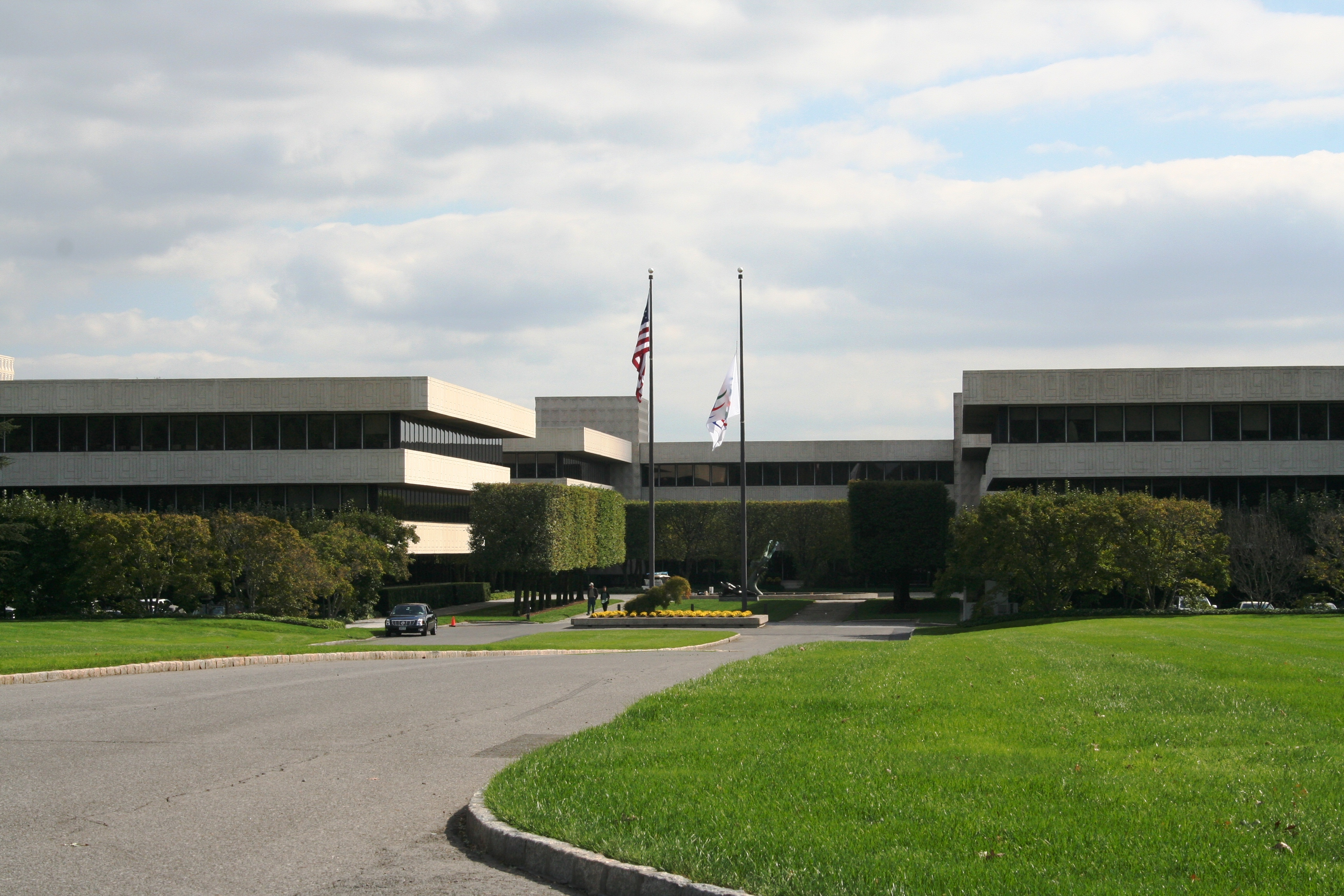
Matriz de PepsiCo.

La actividad de la empresa matriz a veces puede limitarse a la gestión del capital, o solo buscan la consolidación y gestión de los múltiples intereses en empresas y actividades económicas muy variadas, o como se lo llama más específicamente, «explotación». En otros casos la empresa matriz se involucra directamente en el trabajo y objetivos de las empresas dependientes.
Un ejemplo de empresa matriz es EADS, camiones Mitsubishi Fuso en la cita de fabricación de Airbus en la aviación Daimler AG. El sector de las telecomunicaciones también puede ser una fuente de ejemplo Ilíada es la sociedad matriz de su filial Libre como Orange Francia es una filial de France Telecom.

## Funcionamiento
En última instancia la empresa matriz establece una sociedad en la que posee suficiente poder con derecho a voto en otra empresa para tener el control de la gestión y las operaciones de influencia o la elección de su junta directiva; la segunda empresa que se considera como una sub-empresa o empresa filial de la empresa matriz. La definición de una sociedad matriz difiere según la jurisdicción, con la definición que normalmente se define por medio de las leyes que se ocupan de las empresas en esa jurisdicción. 

## Legislación comparada

### Australia
La relación empresa filial-matriz se define por la Parte 1.2 de la División 6, Sección 46 de la Corporations Act 2001 (Cth), que establece:
Una persona jurídica (en esta sección se llama el primer cuerpo) es una filial de otra persona jurídica, si y sólo si: 
(a) de otra institución: 
(i) controla la composición de la junta directiva del primer cuerpo; o 
(ii) se encuentra en una posición de controlar o controlar la emisión de más de la mitad del número máximo de votos que puede emitir en una junta general del primer cuerpo; o 
(iii) posee más de la mitad del capital social emitido del primer cuerpo (excluyendo cualquier parte de ese capital social emitido de que no lleva ningún derecho a participar más allá de una cantidad determinada en una distribución de cualquiera de las ganancias o de capital); o 
(b) el primer cuerpo es una filial de una filial de otra institución.

### Singapur
La relación empresa-matriz y empresa-filial se define en la Parte 1, artículo 5, párrafo 1 de la Ley de Sociedades Anónimas, que establece:
5 -. (1) A los efectos de esta Ley, deberá, sujeto a la subsección, se considerará que una corporación sea una filial de otra sociedad, si - 
(a) que otra sociedad - 
(i) controla la composición del consejo de administración de la empresa mencionada en primer lugar; 
(ii) controla más de la mitad del poder de voto de la sociedad mencionada en primer lugar; o 
(iii) posee más de la mitad del capital social emitido de la sociedad mencionada en primer lugar (con exclusión de cualquier parte del mismo, que consiste en acciones preferentes y acciones propias); o 
(b) mencionado en primer lugar corporación es una subsidiaria de una corporación que es la filial de otra sociedad.

### Reino Unido
En el Reino Unido en general se consideró que una organización que posee una "participación de control" en una empresa (una participación de más del 51% de las acciones) es, en efecto, de facto una empresa matriz de la empresa filial, después de haber razones imperiosas material de influencia sobre la empresa en poder de operaciones, incluso si no hay toma de posesión completa y formal y que se haya promulgado. Una vez que una adquisición total o compra se promulgan, entonces la compañía se ve que han dejado de operar como una entidad independiente y que tiende a ser una filial de la empresa compradora, que a su vez se convierte en la casa matriz de la filial. (Una participación por debajo del 50% podría ser suficiente para que una sociedad matriz influencia importante si son el mayor accionista individual o si se colocan en el control de la ejecución de la operación por los accionistas no operacionales).